# Titanoeca caucasica
Espèce
Titanoeca caucasica est une espèce d'araignées aranéomorphes de la famille des Titanoecidae.

## Distribution
Cette espèce se rencontre en Azerbaïdjan, en Iran, en Turquie, en Géorgie et en Russie au Daghestan,.

## Description
La carapace du mâle holotype mesure 2,7 mm de long sur 2,2 mm et l'abdomen 2,7 mm de long sur 1,75 mm et la carapace de la femelle paratype 2,3 mm de long sur 2,0 mm et l'abdomen 4,2 mm de long sur 3,1 mm.

## Systématique et taxinomie
Cette espèce a été décrite par Dunin en 1985.

## Étymologie
Son nom d'espèce lui a été donné en référence au lieu de sa découverte, le Caucase.

## Publication originale
- Dunin, 1985 : « A new species of spiders from the genus Titanoeca in the eastern part of Great Caucasus (Aranei, Titanoecidae). » Zoologicheskiĭ Zhurnal, vol. 64, p. 932-934.